# Івіни (Лодзинське воєводство)
Івіни (пол. Iwiny) — село в Польщі, у гміні Домбровиці Кутновського повіту Лодзинського воєводства.
У 1975-1998 роках село належало до Плоцького воєводства.